# 黄斑笋螺
黄斑笋螺（学名：Terebra chlorata），是新腹足目笋螺科笋螺属的一种。主要分布于印度尼西亚、中国大陆，常栖息在潮间带至水深15米。